# Đoda
Đoda(mađ. Gyód, nje. Jood) je selo u južnoj Mađarskoj.
Zauzima površinu od 3,25 km četvornih.

## Zemljopisni položaj
Nalazi se na 45° 59' 45" sjeverne zemljopisne širine i 18° 10' 43" istočne zemljopisne dužine. 
Ranjoš je 3 km zapadno, Suka je 2,5 km južno, Kukinj je 1,5 km istočno, Kesuj (Kesin) je 500 m sjeveroistočno, Pelir (Pelerda) je 2,5 km sjeverozapadno, Málom je 2,5 km sjeveroistočno, Garčin je 2,5 km jugozapadno, Reginja (Regenja) je 1,5 km jug-jugozapadno, a Silvaš je 3 km jug-jugoistočno.

## Upravna organizacija
Upravno pripada Pečuškoj mikroregiji u Baranjskoj županiji. Poštanski broj je 7668.

## Stanovništvo
Đoda ima 618 stanovnika (2001.).
U 18. st. su se ovdje doselili Nijemci. 

## Vanjske poveznice
- (mađ.) Gyód Önkormányzatának honlapja
- Đoda na fallingrain.com